# Vaccinium spaniotrichum
Vaccinium spaniotrichum är en ljungväxtart som beskrevs av Herman Otto Sleumer. Vaccinium spaniotrichum ingår i Blåbärssläktet, och familjen ljungväxter. Inga underarter finns listade i Catalogue of Life.